# Онкоцит

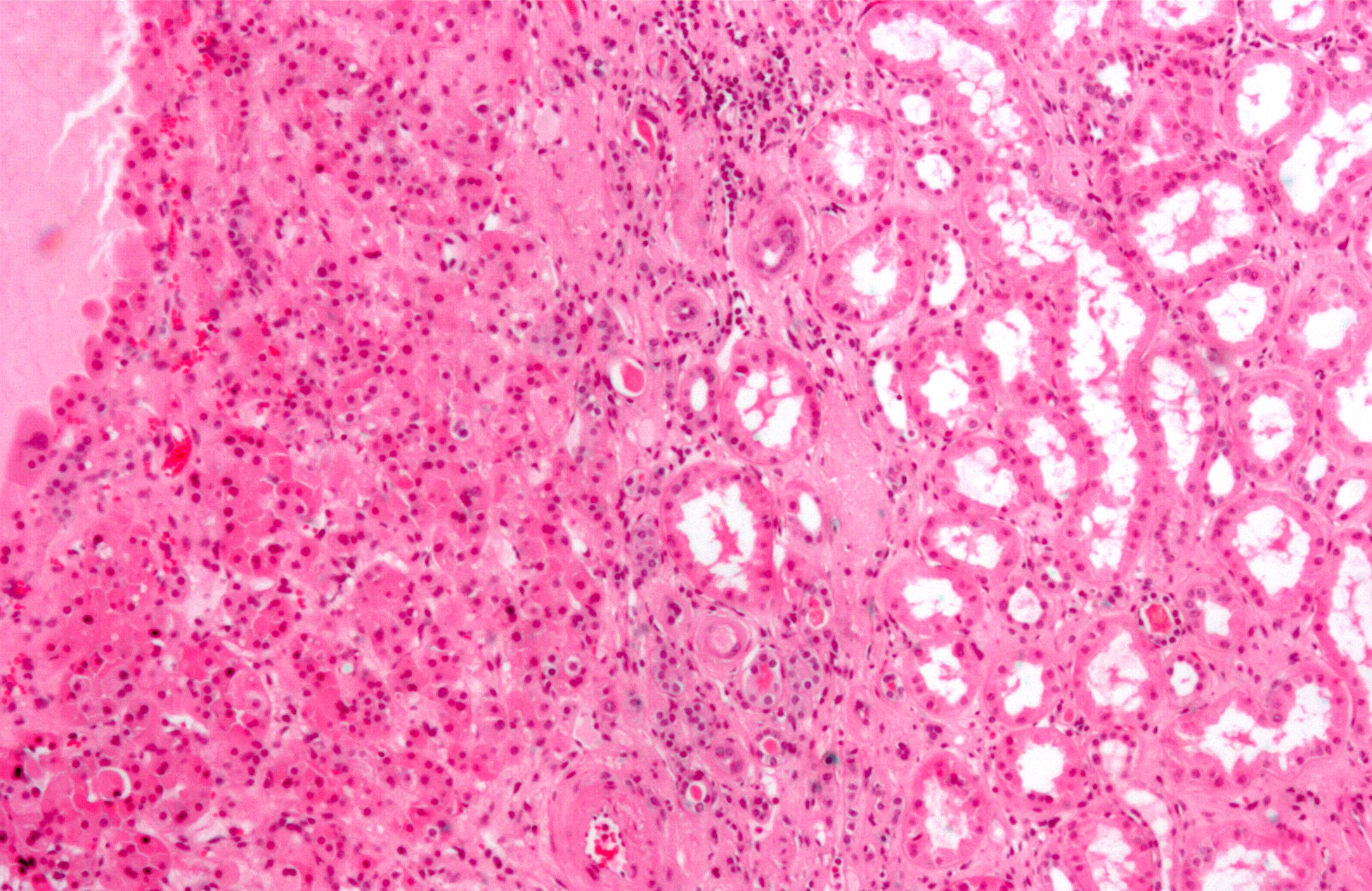
Онкоцити (ліворуч) при раку нирки. Фарбування гематоксиліном-еозином.

Онкоцит — це епітеліальна клітини, що характеризується наявністю великої кількості мітохондрій в своєму складі, внаслідок чого цитоплазма таких клітин стає ацидофільною та гранулярною. Онкоцити можуть бути як при доброякісних новоутвореннях так і при злоякісних трансформаціях.

## Синонімія
Онкоцити також називають:
- Клітини Гюртле (тільки стосовно щитоподібної залози)[1]
- Оксифільні клітини
- Клітини Асканазі
- Апокринова метаплазія (тільки стосовно молочної залози

## Етимологія
Термін має грецьке походження окно- означає маса, нагромадження.